# Rocking Time
Rocking Time – drugi album studyjny Burning Speara, jamajskiego wykonawcy muzyki reggae.
Płyta została wydana w roku 1974 przez Coxsone Records, wytwórnię Clementa "Coxsone'a" Dodda, który zarejestrował nagrania w założonym przez siebie legendarnym Studiu One. Spearowi akompaniowali muzycy sesyjni z zespołu The Sound Dimensions (m.in. Leroy Sibbles, Lloyd Brevett, Lloyd Knibb, Roland Alphonso, Jackie Mittoo, Alton Ellis, Ernest Ranglin i Monty Alexander).
Album doczekał się trzech reedycji wydanych przez Studio One: najpierw na płytach winylowych w latach 1976 i 1980, a następnie także w postaci płyty CD w roku 1997.

## Lista utworów

### Strona A
1. "Call On You"
2. "Foggy Road"
3. "Swell Headed"
4. "Girls Like You"
5. "Old Time Saying"
6. "Bad To Worst"

### Strona B
1. "What A Happy Day"
2. "This Race"
3. "Walla Walla"
4. "Rocking Time"
5. "Weeping & Wailing"
6. "Mamie"